# Men Behaving Badly
Men Behaving Badly is een Engelse sitcom geschreven door Simon Nye. De serie werd tussen 1992 en 1998 uitgezonden op ITV en (vanaf 1994) BBC One. Er zijn zes seizoenen gemaakt, plus een kerstspecial in 1997 en drie lange afsluitende afleveringen in 1998.
In de serie staan vier personen centraal: Gary, Tony, Dorothy en Deborah. Gary (Martin Clunes) bezit een appartement in Londen en verhuurt vanaf seizoen 2 een kamer aan Tony (Neil Morrissey); in serie 1 huurt Dermot (Harry Enfield) deze kamer. Zij zijn bevriend met bovenbuurvrouw Deborah (Leslie Ash), en Tony is verliefd op haar. Dorothy (Caroline Quentin) is de vriendin van Gary.
Gary en Tony zijn vrienden en zijn vooral veel bezig met bier drinken en praten over seks. Hun kinderlijke gedrag brengt hen vaak in problemen met Dorothy en Deborah.